# Абанский сельсовет
Абанский сельсовет — сельское поселение в Абанском районе Красноярского края.
Административный центр — посёлок Абан.

## Население
| 2010  | 2012  | 2013  | 2014  | 2015  | 2016  | 2017  |
| ----- | ----- | ----- | ----- | ----- | ----- | ----- |
| 9187  | ↘9011 | ↘8967 | ↘8828 | ↘8683 | ↘8663 | ↗8735 |
| 2018  | 2019  | 2020  | 2021  |       |       |       |
| ↘8719 | ↗8775 | ↘8690 | ↘8618 |       |       |       |

## Состав сельского поселения
| № | Населённый пункт | Тип населённого пункта          | Население |
| - | ---------------- | ------------------------------- | --------- |
| 1 | Абан             | посёлок, административный центр | ↘8618     |

## Местное самоуправление
Абанский сельский Совет депутатов
Дата избрания: 09.11.2015. Срок полномочий: 5 лет. Количество депутатов:12
Глава муниципального образования
- Гузов Степан Анатольевич. Дата избрания: 09.11.2015. Срок полномочий: 5 лет